# コンスタンティン2世 (スコットランド王)
コンスタンティン2世（英語：Constantine II、879年以前‐952年）は初期のスコットランド王（在位：900年‐943年）だが、その勢力は現在のスコットランドの北部に限られていた。彼の代から北部の王国の君主は「アルバ王 (Rí Alban)」として記録されるようになった。エイの息子で、ドナルド2世の従弟。本名はカウサンティン・マク・エイダ (ゲール語：Causantín mac Áeda )。43年という長い治世の後に退位した。

## 生い立ち
コンスタンティン2世はエイの息子だが、その生年はわかっていない。エイが878年に殺されていることから遅くとも879年には生まれていたとされる。

## 治世

### 治世前半
900年に従兄のドナルド2世がノルウェー王ハーラル1世に殺されると、ケルト系部族に伝わる「タニストリー」という王位継承法でアルバ王位に就いた。
906年、コンスタンティンはセント・アンドルーズ司教セラックと王都スクーン近郊の信仰の丘で会談し、信仰の法と規律、教会と福音書の法はスコット人及びピクト人によって平等に守られるべきであると宣言した。この宣言によってコンスタンティンの王権は強化され、後のスクーンにおける王の就任式の先駆けになったとされる。
彼の治世では、アルバ王国の勢力が南はフォース川、北はマレー湾沿岸部まで広がったという。
934年5月、スコットランドおよびアルバ王国はイングランド王アゼルスタンの侵攻を受けた。このイングランドによる軍事遠征は陸上部隊と海上部隊を同時に運用したものであったとされ、ダラムのシメオンによれば、イングランド軍の陸上部隊はスコットランド北東部のダノター城まで進軍し周辺を蹂躙したといい、これはそれまでのアングロ＝サクソン人によるスコットランドへの北進の中でも最大規模のものだったという。一方の海上部隊はケイスネス地域を襲撃し、恐らくその後はオークニー伯国の一部地域の襲撃を行ったとされる。この軍事遠征の記録において戦闘に関する記録は残されておらず、年代記も遠征に結末について言及していない。しかし9月までにアゼルスタンは南イングランドのバッキンガムに舞い戻っており、またこの地でコンスタンティン2世は「副王（subregulus）」として勅許状に名を連ねていることから、アゼルスタン王を上級君主として認めていることがうかがえる。935年にはウェールズの4人の王とコンスタンティンが名を連ねた勅許状が発布されている。同年のクリスマスには、ストラクスライド王オワイン・アプ・ディフンワルが他のウェールズ諸王と共にアゼルスタンの宮廷に出仕しているが、コンスタンティンはしていなかった。コンスタンティンが再びイングランドに出仕するのはそれから2人後の事であり、彼の置かれた状況は他の諸王とは全く異なるものであったのであろう。

### ブルナンブルでの決戦
→詳細は「en:Battle of Brunanburh」を参照
コンスタンティンはイングランドによる先の遠征に対する報復の機会を狙った。934年、コンスタンティンは娘をダブリン王オラフ・ガスフリスソンに嫁がせ、同盟関係を築いた。コンスタンティンとオラフ王は、ストラクスライド王国のオワイン王率いるブリトン人を連合に加え、937年の秋ごろにイングランドへの侵攻を開始した。中世ヨーロッパでは通常は夏に戦が行われていたため、アゼルスタン王にとって、スコットランド・ダブリン・ストラクスライド連合軍から成る大規模な侵略が行われることを予想することは困難であった。それ故か、アゼルスタン王は侵略の報告を受けたのちも手早く対応できておらず、連合軍はアゼルスタンが軍を招集する間、イングランド領を略奪し続けた。
両軍はブルナンブルの戦いで衝突し、激しい戦闘の末、アゼルスタン王と彼の異母弟でのちにイングランド王位を継承することとなるエドマンドらが率いたイングランド軍が連合軍を圧倒し撃破した。オラフは敗走し残党と共にダブリンに逃げ帰り、アルバ王年代記によるとコンスタンティンは次男のセラックをこの戦いで失った。イングランド軍も手痛い被害を被り、アゼルスタン王の従兄弟（エドワード長兄王の弟エゼルワードの2人の息子）を含む多くの者を失った。この戦いは、一世代後のイングランドで「大戦」として記憶された。アングロサクソン年代記は、この戦いの記録において、通常の簡潔な文体を捨て、偉大な勝利を称える英雄詩を採用した。この戦いは有名であるにもかかわらず、その場所が不明瞭であり、いくつかの候補地が挙げられているが、ウィラル川沿いのブロムバラが最も有力視されている。

## 退位とその後
940年代初頭には、コンスタンティンは60代後半から70代前半の老齢に達していた。アルバ王国は成立して間もなかったため、正式な王位継承法は存在しなかったが、タニストリーによる王位継承の先例から、コンスタンティン・マク・シナエダの子孫である成人の人物が有力視されていた。コンスタンティンの存命の息子インダルフは、おそらく927年に洗礼を受けたが、940年代初頭には王位継承の有力候補となるには若すぎた。そのため、後継者として有力視されていたのはコンスタンティンの従甥であるマルカム1世(先王ドナルド2世の息子)だった。意図的か否かは別として、11世紀の『ベルチャンの予言』という予言の形をとった詩の歴史書には、コンスタンティンは退位を不本意に感じていたと記されているが、結局は943年に退位して修道院に入り、王位をマルカムに譲った。
コンスタンティヌスの隠居は不本意なものであったかもしれないが、『メスのカトロエ伝』と『ベルチャンの予言』は、彼を敬虔な王として描いている。コンスタンティヌスが隠居し、院長を務めたとされる修道院は、おそらく聖アンドレ修道院であった。この修道院は彼の治世中に再建され、改革派のセリ・デ運動に与えられた。セリ・デはその後、アルバ王国全土の多くの修道院を委託されたが、12世紀にフランスから渡ってきた新しい修道会に取って代わられた。
952年、コンスタンティンは亡くなった。息子のインダルフはマルコム1世の死後に王位に就いた。

## 子女
コンスタンティン2世の妻子についてわかっていないことは多いが、エドワード長兄王によってイングランドを追放され、スコットランドへ亡命していたバーニシア伯エドウルフの娘と結婚したとされる。
・インダルフ（862年没）‐アルバ王
・セラック　（837年没）‐ブルナンブルの戦いで戦死
・名前不詳の娘‐ダブリン王オラフ・ガスフリスソンと結婚